# Piłka ręczna na Igrzyskach Azjatyckich 2018
Turnieje piłki ręcznej na Igrzyskach Azjatyckich 2018 odbyły się w dniach 13–31 sierpnia 2018 roku w Indonezji.
Był to dziesiąty turniej męski i ósmy żeński w historii tych zawodów.
Losowanie grup odbyło się na początku lipca 2018 roku. Mężczyźni w pierwszej fazie rywalizowali systemem kołowym podzieleni na cztery grupy – jedną cztero- i trzy trzyzespołowe, z których do fazy zasadniczej awansowała czołowa dwójka. W niej reprezentacje z połączonych grup A i B oraz C i D rozgrywały spotkania systemem kołowym przy zachowaniu wyników z fazy wstępnej. Czołowe dwójki uzyskały prawo do gry o medale, zaś pozostałe drużyny zmierzyły się w meczach o miejsca piąte i siódme. Zespoły, które zajęły trzecie miejsca w pierwszej fazie grupowej walczyły ponownie systemem kołowym o miejsca 9–13. Żeńskie reprezentacje zostały natomiast podzielone na dwie pięciozespołowe grupy, które walczyły systemem kołowym o dwa czołowe miejsca premiowane awansem do półfinału, kolejne dwie drużyny rywalizowały o miejsca 5–8, pozostałe zaś o miejsce 10.
W fazie grupowej spotkania toczone były bez ewentualnej dogrywki, za zwycięstwo, remis i porażkę przysługiwały odpowiednio dwa, jeden i zero punktów. Przy ustalaniu rankingu po fazie grupowej w przypadku tej samej liczby punktów lokaty zespołów były ustalane kolejno na podstawie:
- wyniku meczu pomiędzy zainteresowanymi drużynami;
- lepszego bilansu bramek zdobytych i straconych w meczach pomiędzy zainteresowanymi drużynami;
- większej liczby zdobytych bramek w meczach pomiędzy zainteresowanymi drużynami;
- lepszego bilansu bramek zdobytych i straconych we wszystkich meczach grupowych;
- większej liczby zdobytych bramek we wszystkich meczach grupowych;
- rzutu monetą.

W zawodach triumfowali Katarczycy i Koreanki.

## Podsumowanie

### Klasyfikacja medalowa
| Klasyfikacja medalowa | Klasyfikacja medalowa | Klasyfikacja medalowa | Klasyfikacja medalowa | Klasyfikacja medalowa | Klasyfikacja medalowa |
| Miejsce               | Reprezentacja         | Złoto                 | Srebro                | Brąz                  | Razem                 |
| --------------------- | --------------------- | --------------------- | --------------------- | --------------------- | --------------------- |
| 1                     | Korea Południowa      | 1                     | 0                     | 1                     | 2                     |
| 2                     | Katar                 | 1                     | 0                     | 0                     | 1                     |
| 3                     | Bahrajn               | 0                     | 1                     | 0                     | 1                     |
| =                     | Chiny                 | 0                     | 1                     | 0                     | 1                     |
| 5                     | Japonia               | 0                     | 0                     | 1                     | 1                     |
| Razem                 | Razem                 | 2                     | 2                     | 2                     | 6                     |

### Medaliści
| Konkurencja | 1. miejsce       | 2. miejsce | 3. miejsce       |
| ----------- | ---------------- | ---------- | ---------------- |
| Mężczyźni   | Katar            | Bahrajn    | Korea Południowa |
| Kobiety     | Korea Południowa | Chiny      | Japonia          |

## Turniej mężczyzn
|  |                  |                  |           |                   |    |       |       |       |
|  | Półfinały        | Półfinały        | Półfinały |                   |    | Finał | Finał | Finał |
|  | Półfinały        | Półfinały        | Półfinały |                   |    | Finał | Finał | Finał |
|  | 31 lipca 2018    |                  |           |                   |    |       |       |       |
|  |                  |                  |           |                   |    |       |       |       |
|  | Katar            | Katar            | 27        |                   |    |       |       |       |
|  | Katar            | Katar            | 27        | 1 sierpnia 2018   |    |       |       |       |
|  | Korea Południowa | Korea Południowa | 20        |                   |    |       |       |       |
|  | Korea Południowa | Korea Południowa | 20        |                   |    | Katar | Katar | 32    |
|  | 31 lipca 2018    |                  |           |                   |    | Katar | Katar | 32    |
|  |                  |                  | Bahrajn   | Bahrajn           | 27 |       |       |       |
|  | Bahrajn          | Bahrajn          | Bahrajn   | Bahrajn           | 27 | 31    |       |       |
|  | Bahrajn          | Bahrajn          |           |                   |    |       |       |       |
|  | Japonia          | Japonia          | 20        |                   |    |       |       |       |
|  | Japonia          | Japonia          | 20        | Mecz o 3. miejsce |    |       |       |       |
|  |                  |                  |           |                   |    |       |       |       |
|  | 1 sierpnia 2018  |                  |           |                   |    |       |       |       |
|  |                  |                  |           |                   |    |       |       |       |
|  | Korea Południowa | Korea Południowa | 24        |                   |    |       |       |       |
|  | Korea Południowa | Korea Południowa | 24        |                   |    |       |       |       |
|  | Japonia          | Japonia          | 23        |                   |    |       |       |       |
|  | Japonia          | Japonia          | 23        |                   |    |       |       |       |

## Turniej kobiet
|  |                  |                  |           |                   |    |                  |                  |       |
|  | Półfinały        | Półfinały        | Półfinały |                   |    | Finał            | Finał            | Finał |
|  | Półfinały        | Półfinały        | Półfinały |                   |    | Finał            | Finał            | Finał |
|  | 24 lipca 2018    |                  |           |                   |    |                  |                  |       |
|  |                  |                  |           |                   |    |                  |                  |       |
|  | Korea Południowa | Korea Południowa | 40        |                   |    |                  |                  |       |
|  | Korea Południowa | Korea Południowa | 40        | 25 lipca 2018     |    |                  |                  |       |
|  | Tajlandia        | Tajlandia        | 13        |                   |    |                  |                  |       |
|  | Tajlandia        | Tajlandia        | 13        |                   |    | Korea Południowa | Korea Południowa | 29    |
|  | 24 lipca 2018    |                  |           |                   |    | Korea Południowa | Korea Południowa | 29    |
|  |                  |                  | Chiny     | Chiny             | 23 |                  |                  |       |
|  | Japonia          | Japonia          | Chiny     | Chiny             | 23 | 31               |                  |       |
|  | Japonia          | Japonia          |           |                   |    |                  |                  |       |
|  | Chiny            | Chiny            | 32        |                   |    |                  |                  |       |
|  | Chiny            | Chiny            | 32        | Mecz o 3. miejsce |    |                  |                  |       |
|  |                  |                  |           |                   |    |                  |                  |       |
|  | 25 lipca 2018    |                  |           |                   |    |                  |                  |       |
|  |                  |                  |           |                   |    |                  |                  |       |
|  | Tajlandia        | Tajlandia        | 14        |                   |    |                  |                  |       |
|  | Tajlandia        | Tajlandia        | 14        |                   |    |                  |                  |       |
|  | Japonia          | Japonia          | 43        |                   |    |                  |                  |       |
|  | Japonia          | Japonia          | 43        |                   |    |                  |                  |       |